# Waller Straße

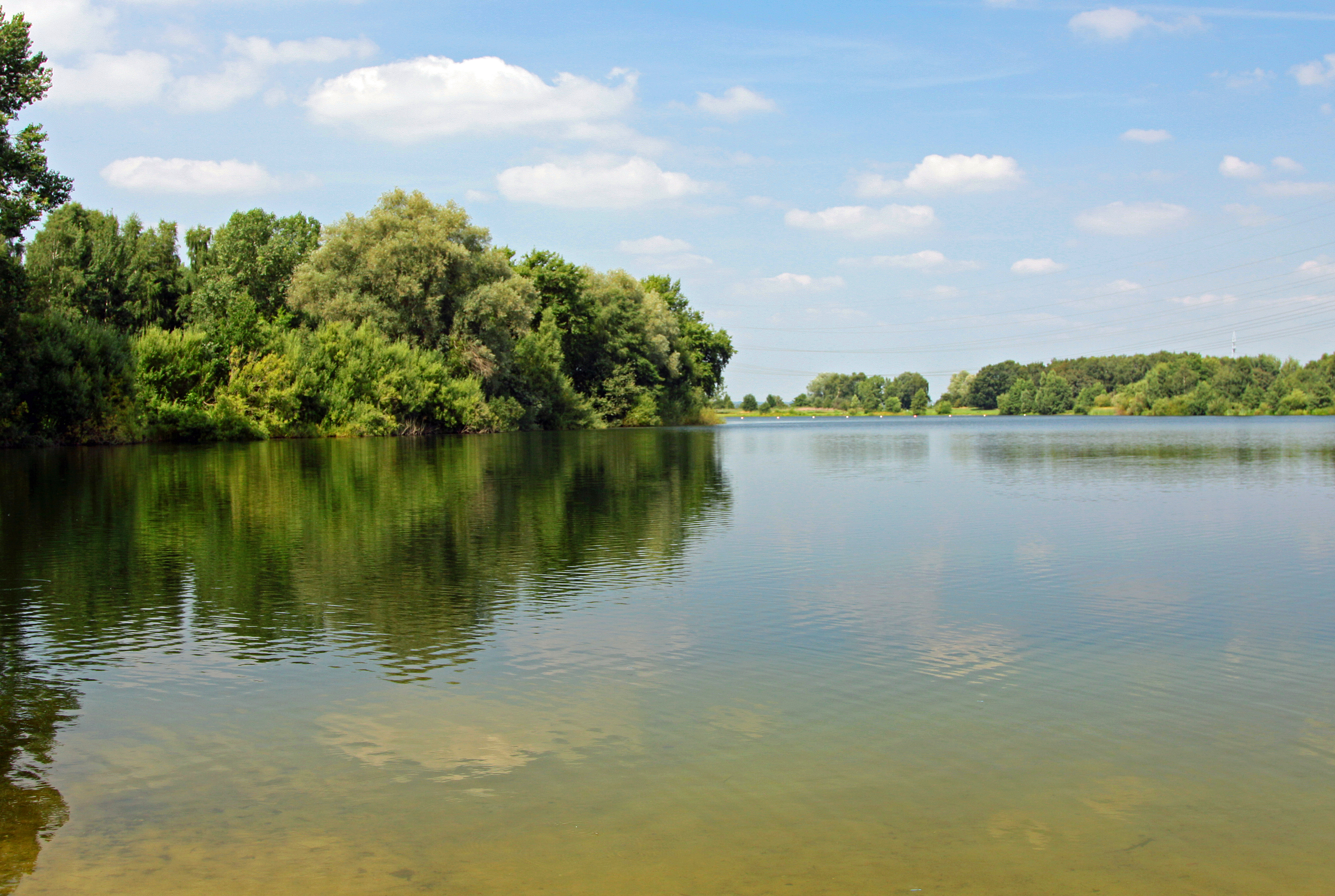
Waller Feldmarksee

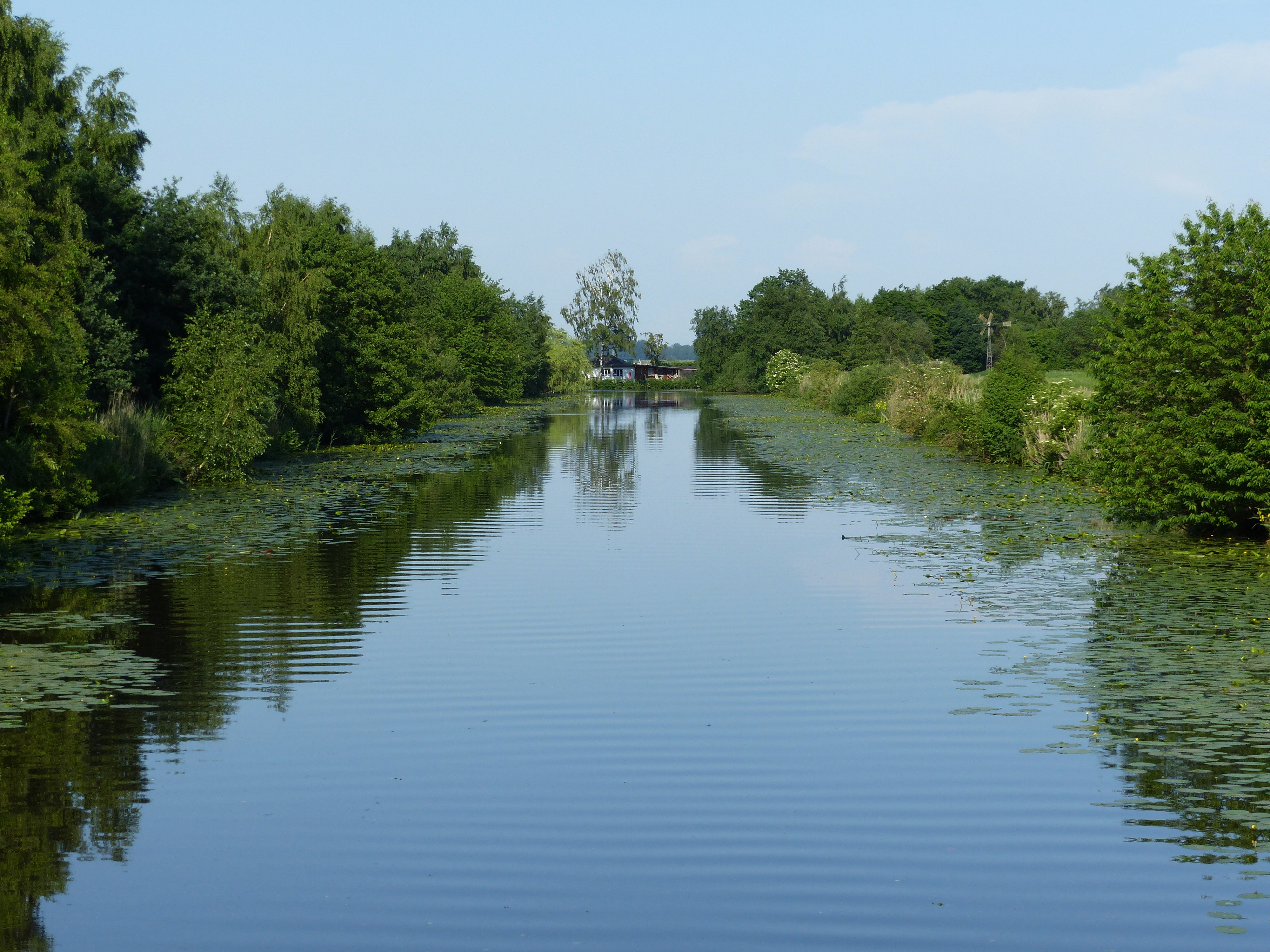
Östlicher Teil des Maschinenfleets, Blick von der Brücke Waller Straße zur Kleinen Wümme

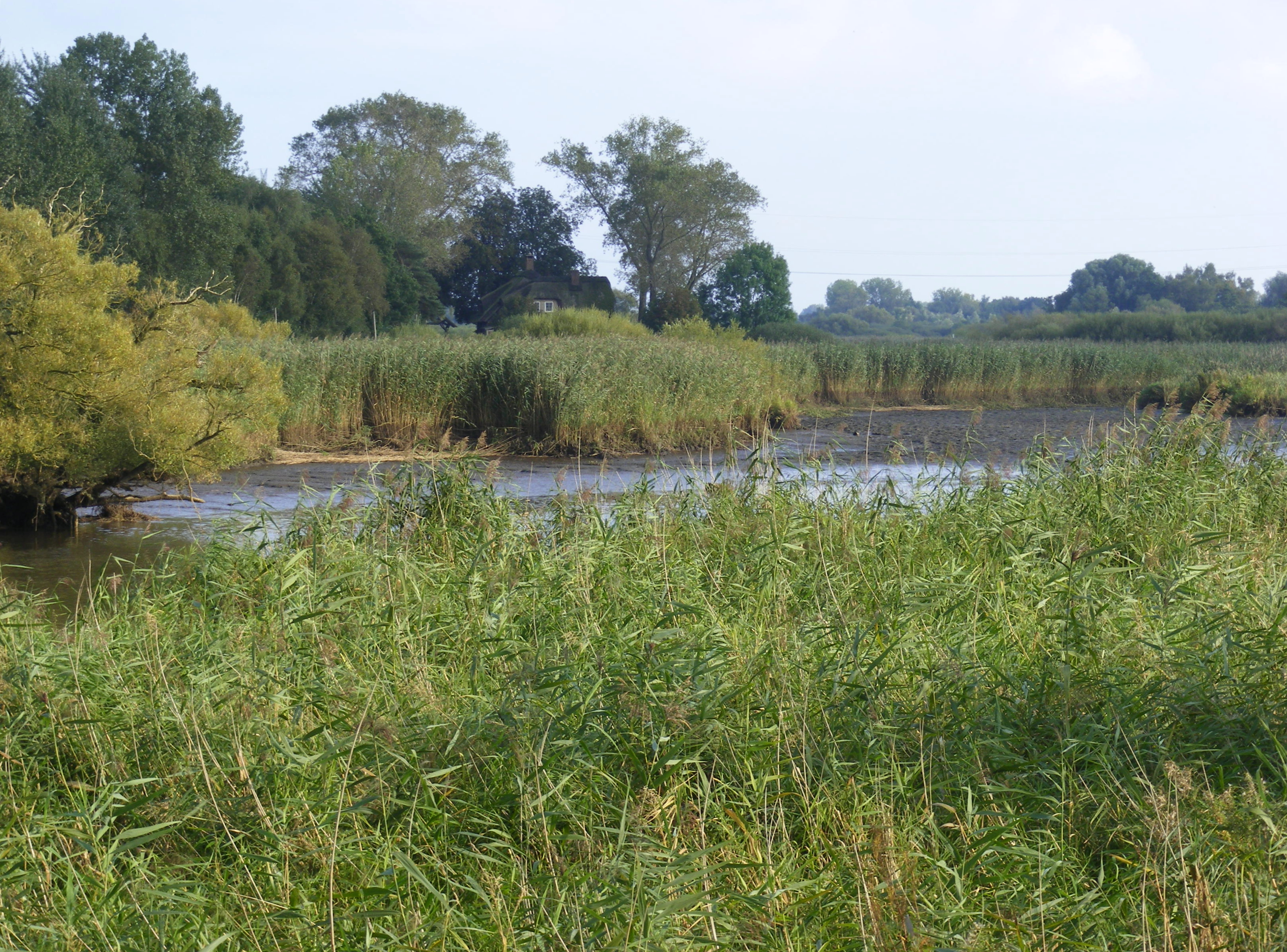
Wümme im Blockland

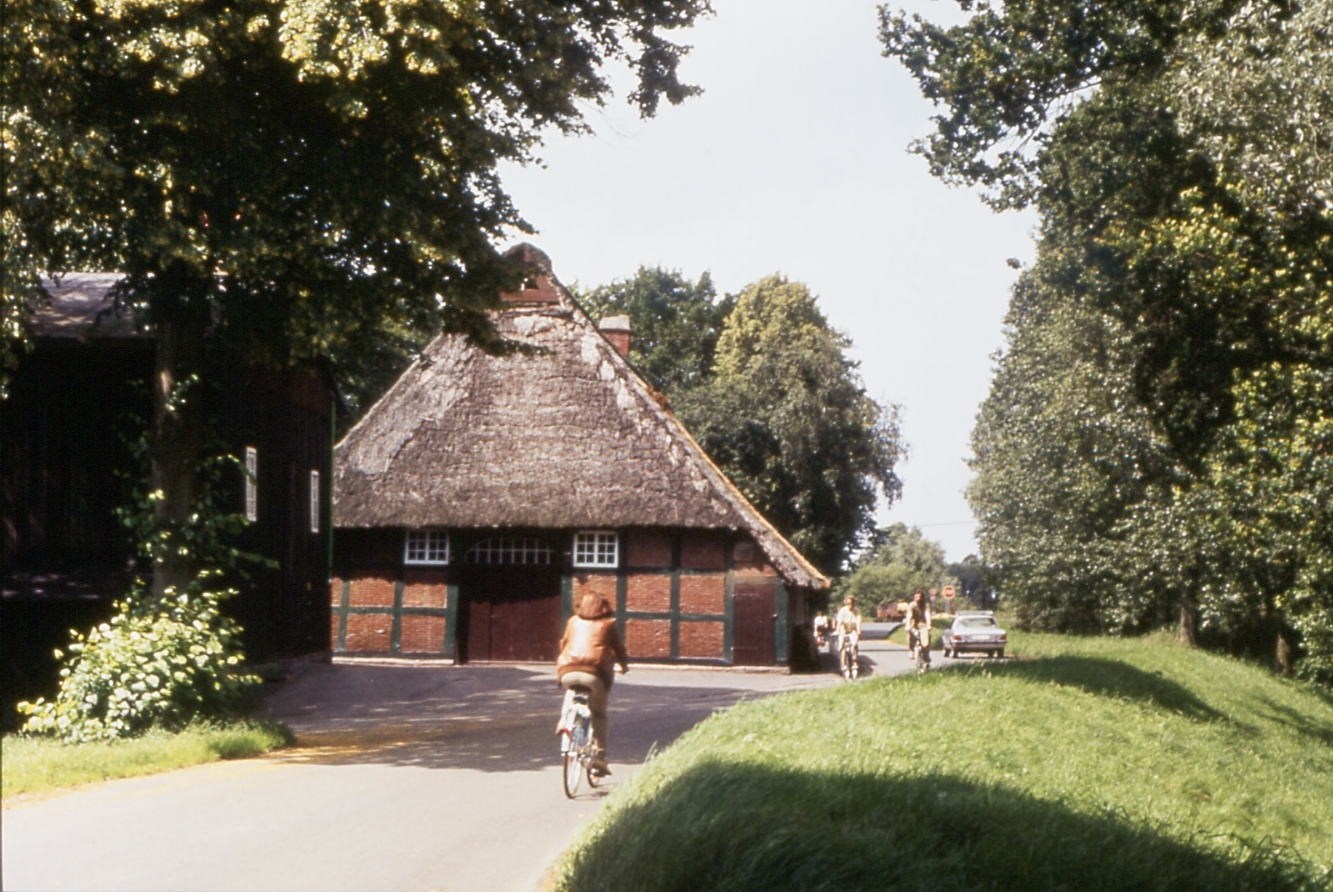
Zweiständerhof Blockland

Die Waller Straße ist eine historische Straße in Bremen. Sie liegt in den Stadtteilen Walle, Gröpelingen und – überwiegend – dem Ortsteil Blockland. Sie führt in Süd-Nord-Richtung von der Waller Heerstraße bis zur Wummensiede mit der Brücke über die Kleine Wümme. Sie ist die längste Straße in Bremen.
Die Querstraßen und Anschlussstraßen wurden benannt zumeist nach Flurbezeichnungen und Naturgegebenheiten u. a. als Waller Heerstraße Nach dem Stadtteil, Baltrumer Straße, Alte Waller Straße, die zum alten Dorf Walle führt, Almatastraße von 1907 nach dem Almatastift, einem Erbe von D. Riesmann und seiner Mutter Almata, An der Linthe (Flur), Pappelweg nach dem Baum, Wiesenweg, Schlickwiesenweg, Mittelwischweg, Fahrwiesendamm, Hemsdamm, Oberkampsgraben, Leestkämpen und Wummensiede nach einer Orts- und Deichbezeichnung (1257 Wemme, 1374 Wumzide); ansonsten siehe beim Link zu den Straßen.

## Geschichte
Das Blockland ist geprägt durch das flache Marschland in der Wümmeniederung. Die lange Straße führte als Feldweg wohl schon im 12./13. Jahrhundert von Walle durch feuchten Wiesen teilweise neben der Kleinen Wümme nach Wummensiede. Ab 1113 fand im Auftrag des Erzbischofs von Bremen durch Holländer die Kultivierung des Blocklandes und des deshalb so genannten Hollerlandes statt. Der Bau von Gräben, Deichen und Sielen bestimmte nun das Bild dieser Marschenlandschaft. Das noch bestehende Dammsiel entstand im Wümmedeich bei der Einmündung der Kleinen Wümme in die Große Wümme, nahe beim Ort Damme. Es wurde 1299 erstmals genannt.
Außer Schulbussen halten im Blockland keine öffentlichen Verkehrsmittel.

## Gebäude und Anlagen
An der Straße stehen zumeist wenige ein- bis zweigeschossige Wohnhäuser, Katen und Nebengebäude. Sie führt von Walle aus
- vorbei am denkmalgeschützten Jugendfreizeitheim Walle (Waller Heerstraße 229) von 1952 nach Plänen von Oberbaurat Hans Krajewski und Kurt Heinrich[1],
- den 2-geschossigen neueren, v

erputzten Reihenwohnhäusern,
- dem 1-geschossigen verklinkerten, giebelständigen, älteren Wohnhaus (Nr. 8) mit einem verzierten Giebelgesims an den ansteigenden Giebelschenkel,
- dem Grünzug West (seit 1993) von Walle nach Gröpelingen und Oslebshausen mit dem Rad- und Wanderweg
- über die Gleise der Bahnlinie Bremen-Bremerhaven,
- neben den Bahnanlagen und bald danach
- vorbei an einer großen Kleingartensiedlung,
- über die Bundesautobahn 27 (Cuxhaven – Autobahndreieck Walsrode),
- vorbei an einer Recycling Anlage und
- dem Waller Feldmarksee mit Badestrand und Parkplatz,
- über das 6,6 km lange Maschinenfleet von 1374, das von der Kleinen Wümme zur Lesum fließt,
- durch Wiesen, Weiden und Felder und danach
- ständig neben der Kleinen Wümme und später der Wümme,
- vorbei an der bewohnte Wurt von Hof Bavendamm (Nr. 300) mit reetgedecktem Bauernhaus mit Krüppelwalm und Nebengebäuden
- nach Dammsiel und einer kleinen Ferienhaussiedlung sowie Hof Weyhausen-Brinkmann
- und über die Straße Wümmesiede auf dem Deich zum denkmalgeschützten Hof Kropp aus dem 17. Jahrhundert,[2]
- und zur Evangelischen Kirche Wasserhorst (12./13. Jahrhundert und 1743),[3]
- sowie zum Wümme-Radweg, der nach Bremen - Burg und andererseits über Fischerhude, Rotenburg bis Undeloh bzw. alternativ bis Schneverdingen führt.